# Миттельбиберах
Миттельбиберах (нем. Mittelbiberach) — община в Германии, районный центр, расположенный в земле Баден-Вюртемберг. 
Подчиняется административному округу Тюбинген. Входит в состав района Биберах.  Население составляет 4030 человек (на 31 декабря 2010 года). Занимает площадь 23,68 км².